# Leone Giraldoni
Leone Giraldoni (ur. 1824 w Paryżu, zm. 19 września?/1 października 1897 w Moskwie) – włoski śpiewak operowy, baryton.

## Życiorys
Studiował we Florencji u Luigiego Ronziego, jako śpiewak operowy zadebiutował w 1847 roku w Lodi. W kolejnych latach występował na scenach włoskich, wziął udział w prapremierowych przedstawieniach oper Giuseppe Verdiego Simon Boccanegra (Wenecja 1857, w roli tytułowej) i Bal maskowy (Rzym 1859, w roli Renata) oraz Gaetana Donizettiego Il duca d’Alba (Rzym 1882, w roli tytułowej). Do jego najsłynniejszych partii należał Hrabia Luna w Trubadurze. Po przejściu na emeryturę w 1885 roku wyjechał do Moskwy, gdzie uczył śpiewu.
Był żonaty ze śpiewaczką Caroliną Femi-Giraldoni. Wystąpił u boku żony w prapremierowym przedstawieniu opery Agostino Mercuriego Il violino del diavolo w Cagli w 1878 roku. Jego synem był śpiewak Eugenio Giraldoni.
Opublikował podręcznik Guida teorico-practico ad uso dell’artista cantante (Bolonia 1864).